# Cratere Bugoslavskaya
Bugoslavskaya  è un cratere sulla superficie di Venere. Deve il suo nome a Evgenija Jakovlevna Bugoslavskaja (in russo Евгения Яковлевна Бугославская?), astronoma sovietica di etnia russa.